# San Felice Circeo
San Felice Circeo ist eine italienische Gemeinde (comune) in der Provinz Latina, Region Latium, mit 10.146 Einwohnern (Stand 31. Dezember 2023). Sie liegt 99 Kilometer südöstlich von Rom.

## Geographie
San Felice Circeo liegt am Monte Circeo, einem steil aus der Pontinischen Ebene aufragenden Kalkberg direkt am Tyrrhenischen Meer. Er liegt im 1934 gegründeten Circeo-Nationalpark. Der Berg, der ursprünglich tatsächlich eine Insel war, wird nach der Überlieferung mit der Insel der Zauberin Circe gleichgesetzt.

## Bevölkerungsentwicklung
| Jahr      | 1871 | 1901 | 1921 | 1951 | 1971 | 1991 | 2001 | 2011 | 2021   |
| Einwohner | 1321 | 1795 | 1990 | 4637 | 6547 | 7736 | 8036 | 8709 | 10.100 |

## Politik
Im Juni 2017 wurde Giuseppe Schiboni zum Bürgermeister gewählt, der auf den 2012 gewählten Sportfunktionär Giovanni Petrucci folgte. Schiboni gehört der Mitte-links-orientierten Bürgerliste „Circeo Futura“ an, welche mit acht von zwölf Sitzen (40,78 % Stimmenanteil) die Mehrheit im Gemeinderat hat. Vor 2012 war Vincenzo Cerasoli (Forza Italia) Bürgermeister, der im Mai 2007 gewählt worden war.
Mit der deutschen Stadt Mettmann besteht seit 2008 eine Zusammenarbeit. Eine Partnerschaft wird angestrebt. Die beiden Städte verbinden Funde von Frühmenschen vom Typ Neandertaler.

## Guattari-Höhle
In der Guattari-Höhle am Strand von San Felice Circeo wurde 1939 ein fast vollständig erhaltener Schädel des Frühmenschen Neandertaler gefunden. Die Mandibula eines weiteren Neandertaler-Individuums wurde 1950 außerhalb der Höhle gefunden. Überreste von neun weiteren Neandertalern wurden bei Erkundungen in bisher unerforschten Abschnitten der Höhle ab 2019 entdeckt. Laut dem die Forschungen leitenden Archäologen Francesco Di Mario des italienischen Kultusministeriums machen die Funde die Höhle zu einer der bedeutendsten archäologischen Stätten der Altsteinzeit in Europa und der Welt.

## Persönlichkeiten
- Anacleto Chicaro (1816–1893), römisch-katholischer Apostolischer Vikar von Ägypten
- Giuseppe Buttari (* 1951), Hürdenläufer

## Belege
1. ↑  Bilancio demografico e popolazione residente per sesso al 31 dicembre 2023. ISTAT. (Bevölkerungsstatistiken des Istituto Nazionale di Statistica, Stand 31. Dezember 2023).
2. ↑  Elezioni Comunali 2017 – Risultati del Comune di San Felice Circeo. In: repubblica.it. 12. Juni 2017
3. ↑  Stadt Mettmann – Partnerstädte, Patenschaften und Freundschaften
4. ↑  Elisabetta Povoledo: These Neanderthals Weren’t Cannibals, So Who Ate Them? Stone Age Hyenas. (Diese Neandertaler waren keine Kannibalen, also wer hat sie gegessen? Steinzeit-Hyänen.) The New York Times, 8. Mai 2021